# Brachionus dimidiatus
Brachionus dimidiatus is een raderdiertjessoort uit de familie Brachionidae. De wetenschappelijke naam van deze soort is voor het eerst geldig gepubliceerd in 1931 door Bryce.